# Gosselies
Gosselies (en wallon Gochliye) est une section de la ville belge de Charleroi située en Wallonie dans la province de Hainaut. C'était une commune à part entière et une ville avant la fusion des communes de 1977.

## Étymologie
L'étymologie de Gosselies prête encore à controverse.
Selon certains, elle viendrait d'un nom de personne romanisé lié à l'existence d'une villa gallo-romaine. Gossilius serait dans ce cas à l'origine de Gosselies.
Selon d'autres sources, le nom de Gosselies proviendrait de Gossiniacas constitué de Gossin (ou Goswin) nom d'origine germanique et du suffixe -acus d'origine celtique.

## Géographie et hydrologie

### Morphologie urbaine

#### Quartiers
- Sart-les-Moines. Ce hameau doit son nom au prieuré bénédictin que la comtesse Pétronille de Gosselies a fondé sur sa propriété d'Avelinsart, vers l'an 1110, ou en tout cas avant 1113[5]. Le hameau semblait être de faible importance, car dans un acte datant du troisième quart du XIIe siècle, l'archidiacre de Liège, Amaury, affirme qu'il y avait seulement quelques masuiers vivant autour de l'église du Sart, et que les enterrements étaient réalisés par le curé de Gosselies, directement au Sart[6]. La chapelle dans le bois du Sart était dédiée à Notre-Dame de Consolation[Note 1]. Elle porte l'inscription de l'année 1711 ainsi que le chronogramme : ADast aLMa ConsoLatrIX[6].
- Ferté. La Ferté est le nom donné au moulin situé sur le cours du Piéton, entre la chaussée de Courcelles et Sart-les-Moines. Son nom provient de l'ancien château fort (firmitas, qui signifie fermeté ou ferté en français) que la dame de Gosselies possédait au début du XIIe siècle à Avelinsart (devenu plus tard Sart-les-Moines). Elle fit raser ce château lorsqu'elle décida de fonder un prieuré de moines de Liessies vers 1110[7].
- Hautebise. La cense d'Hautebise, située à l'extrémité de Gosselies, au-dessus de Piersoulx en direction de Ransart, était un fief de la seigneurie de Gosselies. On la trouve mentionnée dans le relief de 1440 sous la forme de Hodebise, en 1496 sous Hotebise, Haultebise en 1517-1518, Huthbise en 1523-1524, Hotebize en 1513, Hottebize en 1548, Hautebize en 1570, Haudetbize en 1702, Authebise en 1753, Hotebise en 1767, Audebise en 1763 et Hodebize en 1767[8].
- Pont-à-Migneloup.Le hameau portant ce nom, situé à l'extrémité de Gosselies en direction de Mellet et partagé avec cette dernière commune, sur la chaussée reliant Charleroi à Bruxelles, était appelé en 1203 Melingiolum[9]. Le hameau se trouvait autrefois sous plusieurs juridictions, tout comme aujourd'hui encore, celles de Gosselies, Mellet et Wayaux. Le 30 janvier 1819, Hirn rassembla à Mellet le hameau de Pont-à-Migneloup, qui dépendait jusque-là spirituellement de Thiméon[10]. Ce serait certainement une erreur d'associer la forme actuelle de Migneloup à un lieu-dit similaire, Meneilut à La Louvière, où l'on a cru voir le meigne, meine, mesnil ou repaire du leu, loup, en raison de sa localisation dans un endroit également appelé Luparia, La Louvière. Encore plus fantaisiste est l'étymologie suggérée : migne, migni, mougni, manger[10]. Ce nom provient naturellement de Mellet, dont il constitue le diminutif. Au Haut Moyen Âge, Mellet se disait Meleng, tout comme Mettet se disait Meting et Baulet, Baling. Le diminutif latin était Melengiolum, qui a évolué en Melignoul, de la même manière que Fleurus est devenu Fleuri-soul (Fleurjoux). On observe un phénomène similaire avec Glabais et Glabjoux, Ways et Wésoul, ainsi que Marbais et Marbisoux, en wallon Mabjoux[10].
- Chapois. Les informations données dans la partie générale suffisent pour situer le Chapois. Il se trouvait dans l'enclave jumétoise moyenne, mais s'étendait légèrement sur la juridiction de Saint-Ursmer. Cette observation semble suggérer que le Chapois existait avant la séparation de la juridiction de Saint-Ursmer du territoire de Jumet[11].
- Spinoi. Le bois du Spinoi faisait partie de la seigneurie de Gosselies et servait de centre d'extraction de la houille. Son nom, Spinoit, évoque un lieu épineux, dérivé du latin Spinetum (spina, épine), qui a donné Spinoit, puis Espinois[12].
- Grand Conti.
- Azebois.
- Le Le Colombier, situé à l'extrémité de la rue du Mazy, aux confins de Jumet et de Gosselies, est mentionné pour la première fois en 1606 dans un acte le désignant comme « pachy ». En 1735, un autre document évoque la « cense du Colombier ». En 1696, cette propriété appartenait à la famille Claboteau[13].
- Calvaire.
- Faubourg de Bruxelles. Part du Calvaire vers Mellet et Bruxelles[14].
- Faubourg de Charleroi.
- Le Carosse. Ce nom provient d'une enseigne ou d'un propriétaire de carrosse[15].
- Le Masy. Traduction romaine de Mansionile : petite manse ou petite exploitation agricole[16].
- Trévieusart. Situé à l'extrémité de Gosselies, il est délimité d'un côté par le bois des manants sous Thiméon, les Bans, et aujourd'hui par le canal de Charleroi à Bruxelles. Autrefois sous la juridiction de Jumet, il a été cédé à Gosselies par échange en 1804[17].
- Pirchat. Nom courant attribué au hameau de Trévieusart[18].

#### Cités
- Cité Hubinon.

### Hydrographie

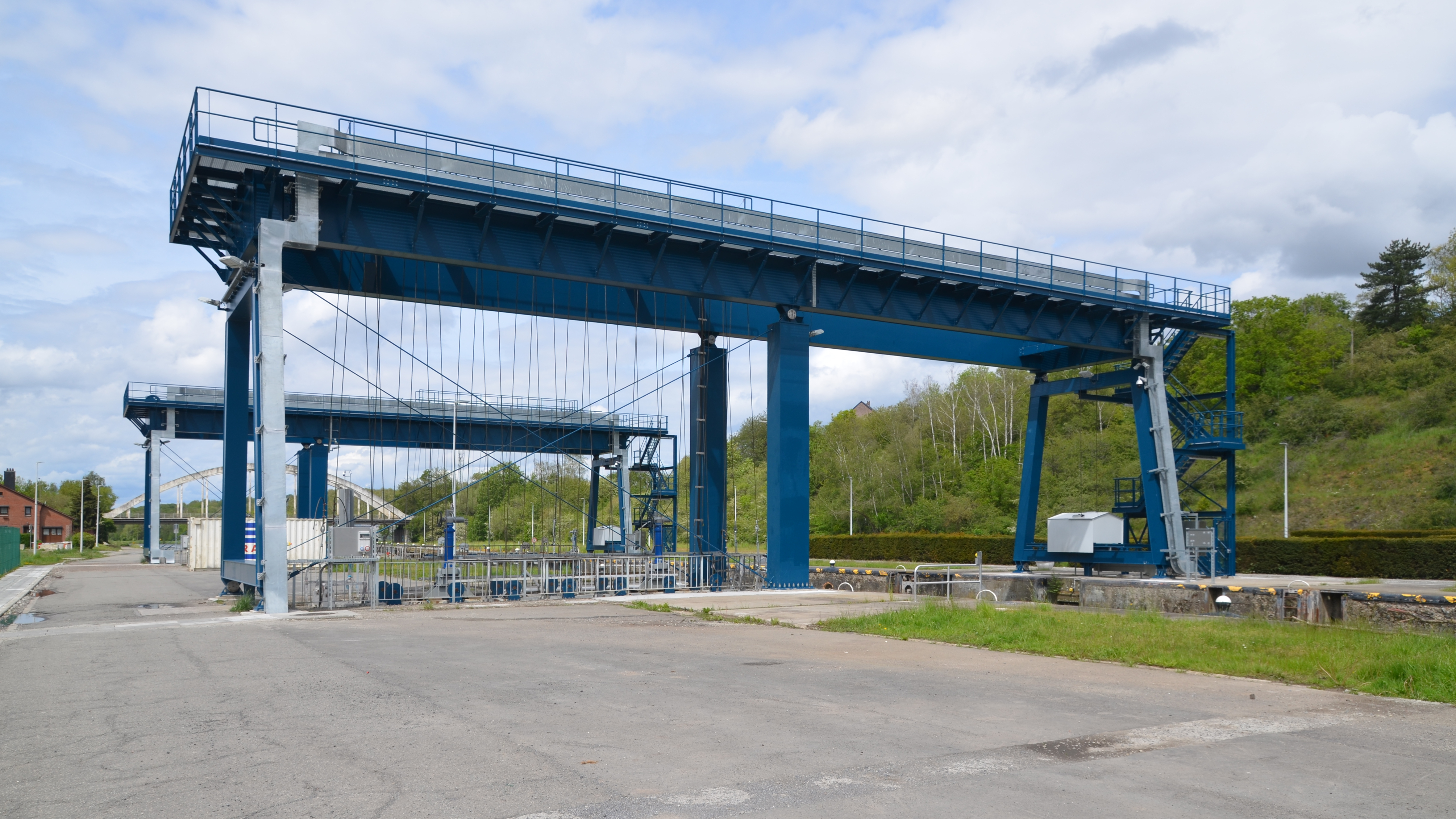
L'écluse sur le canal Charleroi-Bruxelles.

Gosselies est traversé par plusieurs ruisseaux,, :
- Au nord et à l'est, le Taravisée, Piersoulx, Péreupont et Tintia. Les trois premiers se jettent dans ce dernier qui est un affluent du Piéton.
- A l'ouest, le Sauci, le Rosaire et son affluent le Leuze. Ils se jettent dans le Piéton.
- Au sud, le Lodelinsart qui se jette dans la Sambre.

Ils font partie du bassin de la Meuse.

## Démographie
| 1801  | 1815  | 1840  | 1846  | 1890  | 1900  | 1910  | 1938  | 1947   | 1977   | 2001   | 2010   |
| ----- | ----- | ----- | ----- | ----- | ----- | ----- | ----- | ------ | ------ | ------ | ------ |
| 2 872 | 2 977 | 4 560 | 5 038 | 9 790 | 9 614 | 9 940 | 9 740 | 10 018 | 10 644 | 10 386 | 11 111 |

## Histoire

### Moyen-Âge
Gosselies fut cédée par Saint-Ursmer à l'abbaye de Lobbes. Elle est mentionnée pour la première fois dans une charte de Notger, prince-évêque de Liège, datée de 980.
Les premiers seigneurs connus sont Pétronille de Roucy, issue de l'illustre famille  des Rumigny-Florennes, et son époux Raoul de Viesville, vassal du Comte de Namur (vers 1110). Ils sont responsables de la création de la paroisse. Selon les derniers vœux de ce dernier, Pétronille rasera la maison forte qu'elle possédait à Avelinsart pour y bâtir un prieuré, le prieuré de Sart-Les-Moines, dépendant de l'abbaye de Liessies.
Il existait en réalité deux autres seigneuries sur le territoire, toutes deux ecclésiastiques, à savoir la seigneurie de  Sart-Les-Moines et celle du Moncil, appartenant au Chapitre de Saint Ursmer à Binche.

#### Les seigneurs de Gosselies
La seigneurie de Gosselies, qui dépendait du comté de Namur, appartenait, en 1236, à Thierry de Brerbais, à la famille de Bousier, de Rubempré, de Sainte-Aldegonde et de Bergerand, dont le dernier descendant, exilé par l'occupant français, mourut à Londres en 1795 : Antoine-Laurent de Bergerand (1748-1795), chevalier, seigneur de Gosselies, ancien conseiller à la cour du Parlement de Flandres, épouse le 23 février 1794 à Tournai Isabelle-Charlotte du Chambge de Liessart (1770-1853). Antoine-Laurent, né à Tullins (Dauphiné) le 26 mai 1748, meurt sans enfants en émigration à Londres le 3 août 1795, à l'âge de 47 ans. Son épouse est la fille de Charles-Louis-Philippe du Chambge de Liessart, chevalier, seigneur de Liessart, Frévillers, conseiller du roi en ses conseils, premier président du bureau des finances de la généralité de Lille, grand bailli du Hainaut, commissaire du roi pour l'audition et l'arrêté des comptes des États de Lille, Douai, Orchies, émigré en 1791, membre de l'armée des émigrés, et d'Isabelle-Ernestine-Joseph le Maistre d'Anstaing. Isabelle-Charlotte naît à Lille le 3 février 1770, est en émigration au moment de son mariage, rentre en France après la mort de son mari et meurt à Lille le 4 janvier 1853, à l'âge de 82 ans, est inhumée dans le caveau de famille de Vendin-le-Vieil,.

### Époque contemporaine
Le 15 juin 1815, Gosselies est le théâtre des premiers combats marquant le début des hostilités de la campagne de Belgique qui aboutira à la défaite de Napoléon Ier à la bataille de Waterloo. Ces escarmouches se déroulent en prélude de la bataille des Quatre Bras. Une division du 2e corps d'armée français du général Reille rencontre à Gosselies la résistance d'une division du corps du général von Zieten. Une première tentative de la cavalerie française commandée par le général Clary est repoussée par le 29e régiment prussien du lieutenant-colonel von Lützow. La résistance de von Lützow permet à la 1re brigade du général von Steinmetz de se déployer à Gosselies. Avec un bataillon et par une vive canonnade, ce dernier essaie d'entamer le flanc droit français et est repoussé. Il se décide alors de se replier sur Heppignies.
Les volontaires gosseliens s'illustrent à Bruxelles au cours des journées de septembre lors de la Révolution belge de 1830.
Gosselies possédait plusieurs enclaves de Jumet, c'est en 1804, à la suite d'échanges entre les deux communes, que les hameaux de Moncil et Sart-les-Moines deviennent Jumétois et Chapois gosselien. Gosselies a reçu son titre de ville qu'elle a perdu lors de la fusion des communes de 1977.

## Armoiries
|  | Blason de Gosselies Blasonnement : De gueules au château d'or crénelé, maçonné et ouvert de sable. - Délibération communale : 12 juin 1875 - Arrêté royal : 18 avril 1876 - Moniteur belge : 2 mai 1876 |

## Liste des bourgmestres

### Sous l'Ancien Régime
Sous l'Ancien Régime, les bourgmestres, au nombre de deux, étaient élus pour un mandat d'un an. Ils étaient chargés de la surveillance des finances et des travaux de la ville. La fonction de  mayeur était distincte. Il était nommé par le seigneur et dirigeait la Cour des échevins de la ville.
- Oston, mayeur en 1276[36].
- Gérard dit Del Fosse, mayeur en 1368[36].
- Jehan De Bray, mayeur en 1500[36].
- Adrien Maliart, mayeur en 1549[37].
- Robert Lestaigner, mayeur en 1608[38].
- Jean Legrand, bourgmestre  de 1610 à 1611[39]
- Louis Piette, bourgmestre, vers 1684[40].
- Joseph de Moriamé, bourgmestre de 1697 à 1698[41].
- Gilles Lorent, bourgmestre en 1704[42].
- Pierre-François Leroy, bourgmestre  en 1713[43].
- Philippe Maximilien Deverney, bailli et mayeur en 1730[44].
- Lambert Servais, bourgmestre en 1742-1743[45].
- Dieudonné Joseph Carlier, bailli et mayeur en 1769[46].

### Périodes française et hollandaise
- P. J. Lejuste en 1793[47].
- Joseph Leroy 1793[48].
- Jacques Joseph Théophile Preux en 1798 et jusque 1815[49].
- Auguste Désiré François Joseph Drion à partir de 1815.
- Louis Antoine Soupart, 1826[50].

### Depuis 1830
- Adolphe Drion, de 1830 à 1831[51].

- Louis Antoine Soupart, 1831[52]et 1846, (Parti Libéral)[53].
- Fortuné Gabriel de Moriamé, de 1858 à 1867[54].
- Émile Drion, de 1867 à 1879, (Parti catholique).
- Émile Bertaux, de 1879 à 1900, (Parti Libéral).
- Ernest Drion du Chapois, de 1900 à 1917, (Parti Catholique).
- Émile Mousty, de 1917 à 1918 (POB).
- Ernest Drion du Chapois, de 1918 à 1939, (Parti Catholique).
- Émile Sterckx en 1939 à 1940, (Parti libéral).
- Joseph Van Herck, de 1940 à 1953, (Parti libéral).
- Entre 1942 et 1944, sous l'occupation, Gosselies est intégré au Grand Charleroi.
- Émile Hubinon, de 1953 à 1977[Note 2], (PSB).

## Patrimoine et bâtiment
- Église Saint-Jean-Baptiste. Construite vers 1554, elle fut incendiée le 21 juillet 1554 par le roi de France Henri II lors de son passage à Gosselies. Des travaux de reconstruction eurent lieu entre 1714 et 1715, puis de 1762 à 1791[55]. L'église a été agrandie en 1872 par l'architecte Émile Tirou, et la reconstruction ainsi que l'agrandissement de la partie supérieure de l'édifice ont été restaurés en 1875[56]. Le 12 mars 1876, un ouragan renversa la vieille flèche, endommagea la tour et causa plusieurs dégâts aux fenêtres[57]. Entre 1877 et 1878, la tour est rénovée et une nouvelle flèche est construite[57]. En 1915, l'église a failli être ravagée par les flammes[57]. Le 25 janvier 1990, une tempête a renversé le clocher, qui a dû être reconstruit en 1994. L'église est de style néo-gothique[55].
- Tour de l'ancien château. Sur la place, une imposante tour reste le seul vestige de l’ancien château médiéval. Construite entre 1423 et 1534 par la famille de Bousies, seigneurs du lieu, ses armoiries, une croix blanche sur fond bleu, sont encore visibles au-dessus de la porte d’entrée[58].
- Portail néo-baroque de la fin du XIXe siècle[59].
- Chapelle du Calvaire. Oratoire construit en 1808, actuellement en très mauvais état[60].
- Église Saint-Joseph. Édifice réalisé en 1933 selon les plans de l'architecte Desneden[61].
- Centre civique. Le centre civique de Gosselies se compose d’un ensemble de bâtiments éclectiques en briques, pierre bleue et pierre blanche, construits à la fin du XIXe siècle. Il a successivement accueilli l’ancienne école dite du « Marais », l’école communale Junius Massau et l’école industrielle. Rénové avec soin, ce bâtiment héberge aujourd’hui les services administratifs de la ville de Charleroi. La salle des mariages expose les portraits des seigneurs de Gosselies, vassaux du duc de Brabant sous l’Ancien Régime, ainsi qu’une gargouille provenant du clocher détruit lors de la tempête de 1990[62].
- Chapelle Notre-Dame de Grâce, Construite dans la seconde moitié du XVIIe siècle, elle a été transformée en habitation[63] construite au XVIIIe siècle et agrandie au XIXe siècle[64]. La procession de la Saint-Jean s’arrête à cet endroit lors de la rentrée, et la chapelle est également accessible pendant la neuvaine de Sainte-Madeleine, où les pèlerins de Jumet ont l’habitude de faire une halte[65].
- Moulin de la Ferté, près du prieuré de Sart-les-Moines. Ancien moulin du prieuré de Sart-lez-Moines, dont seul le corps principal subsiste, actuellement en très mauvais état[66].
- Chapelle Saint-Jean, bâtie en 1844[67]. Cette chapelle se trouve à proximité de l'aéroport.
- Ferme du Petit-Piersoulx, Ensemble semi-clôturé des XVIIIe, XIXe et XXe siècle[61].
- Château du Chapois, actuellement le Collège Saint-Michel. Bâtiment inspiré du style empire.
- Maison Gaspar-Thibaut. Construite vers 1900, de style néo-Renaissance avec des éléments Art nouveau.

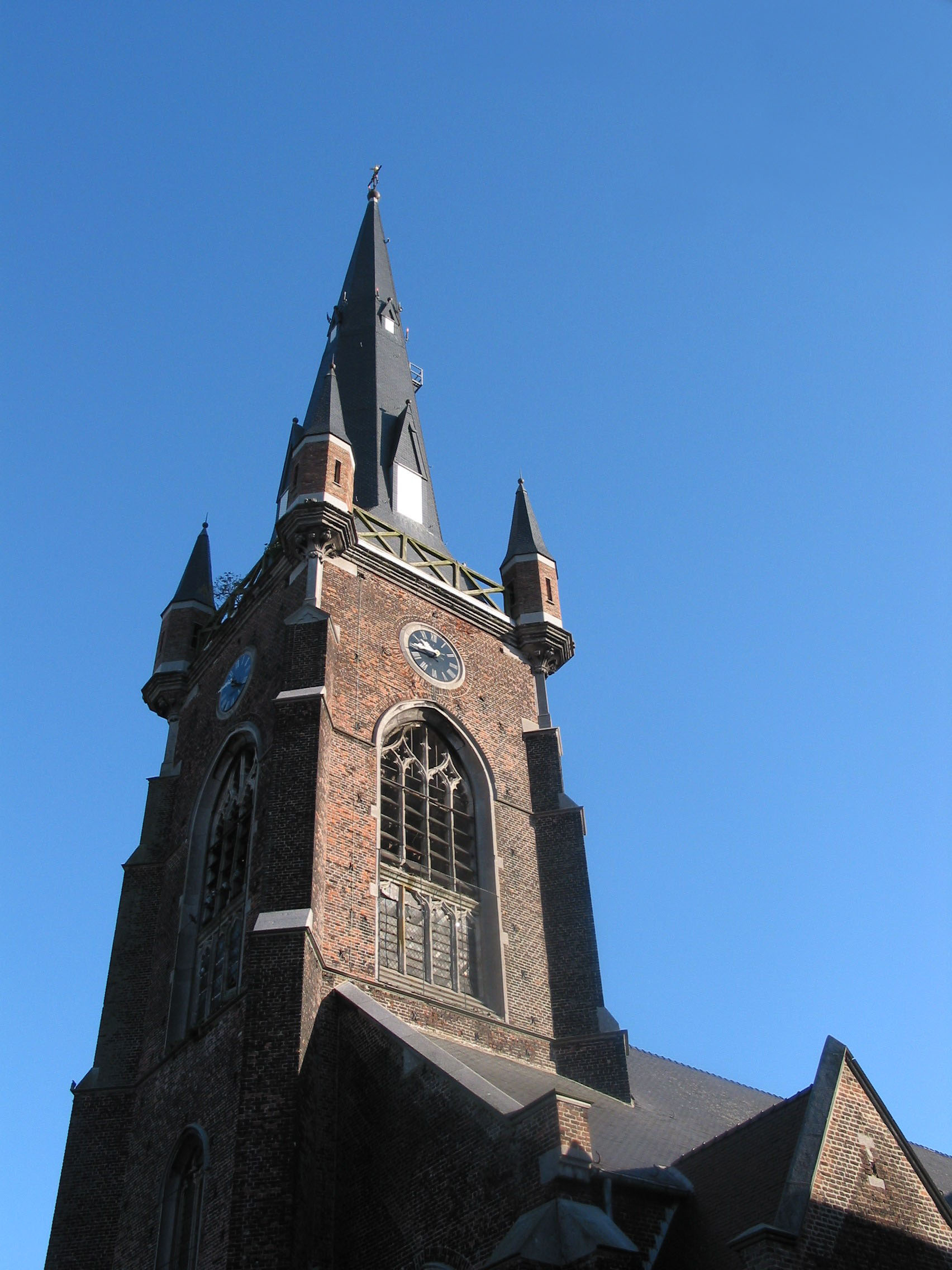
L'église Saint-Jean-Baptiste[68].
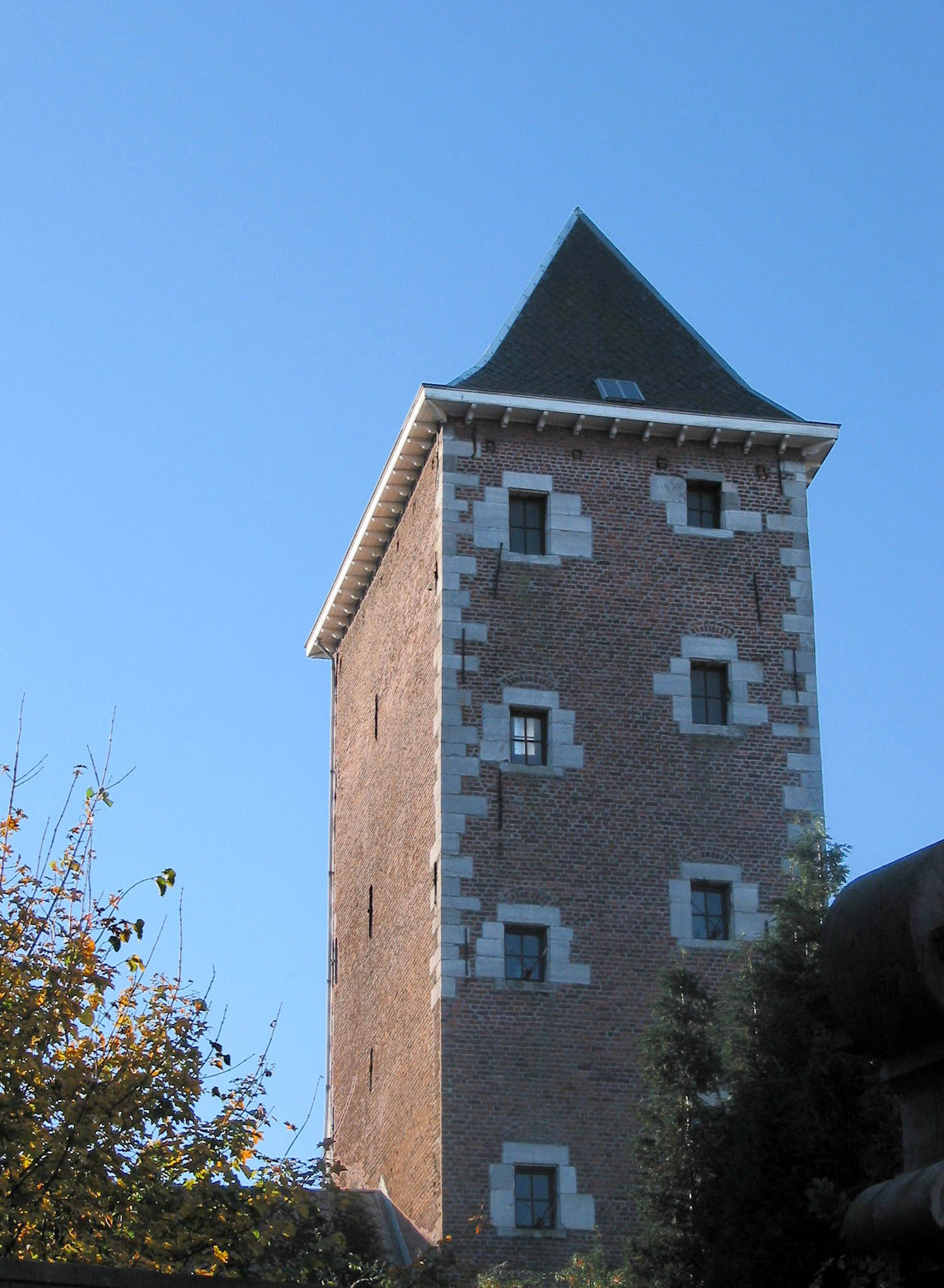
La tour médiévale (1435)[69].
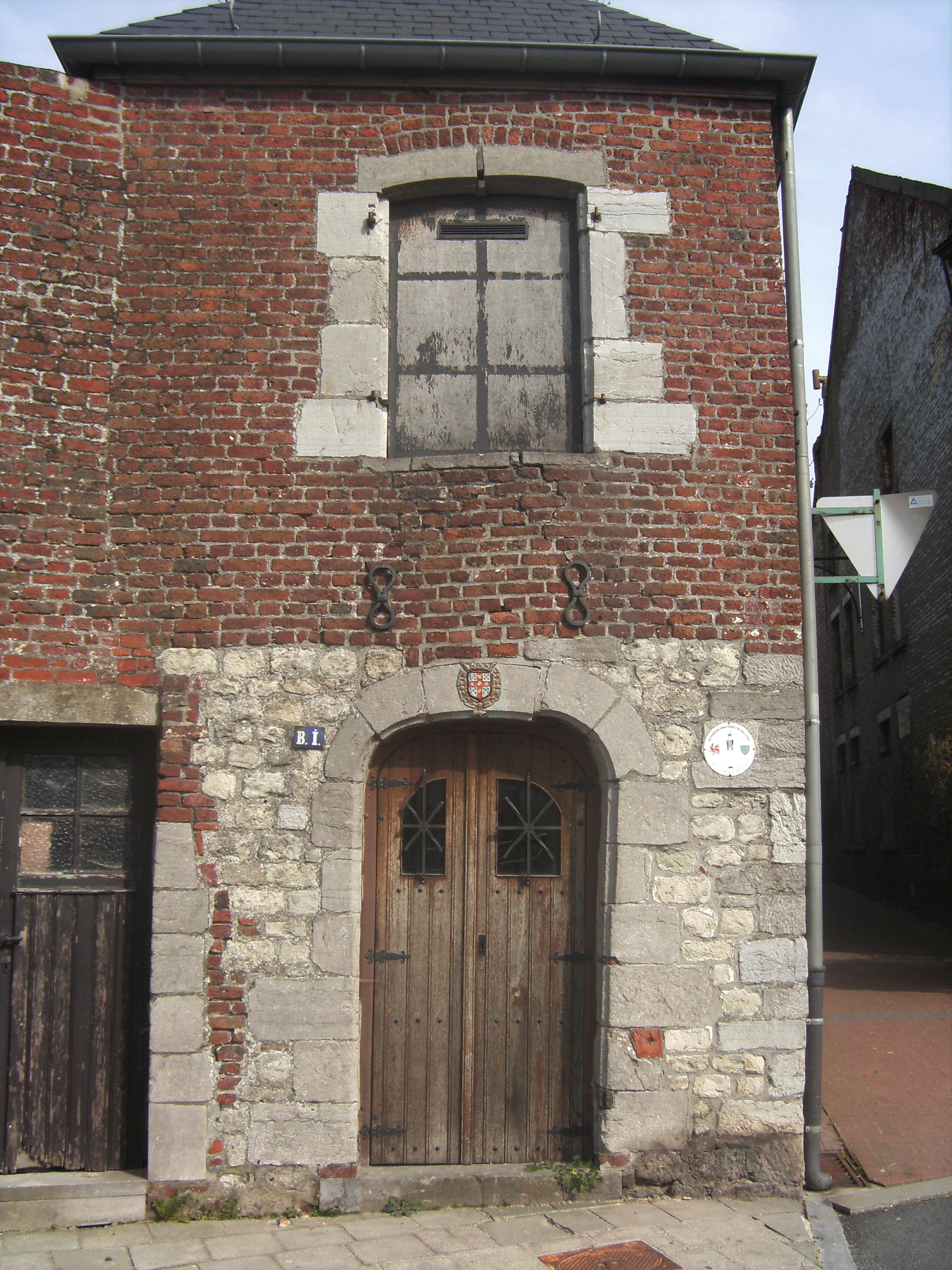
Chapelle Notre-Dame de Grâce (seconde moitié du XVIIe siècle[70]).
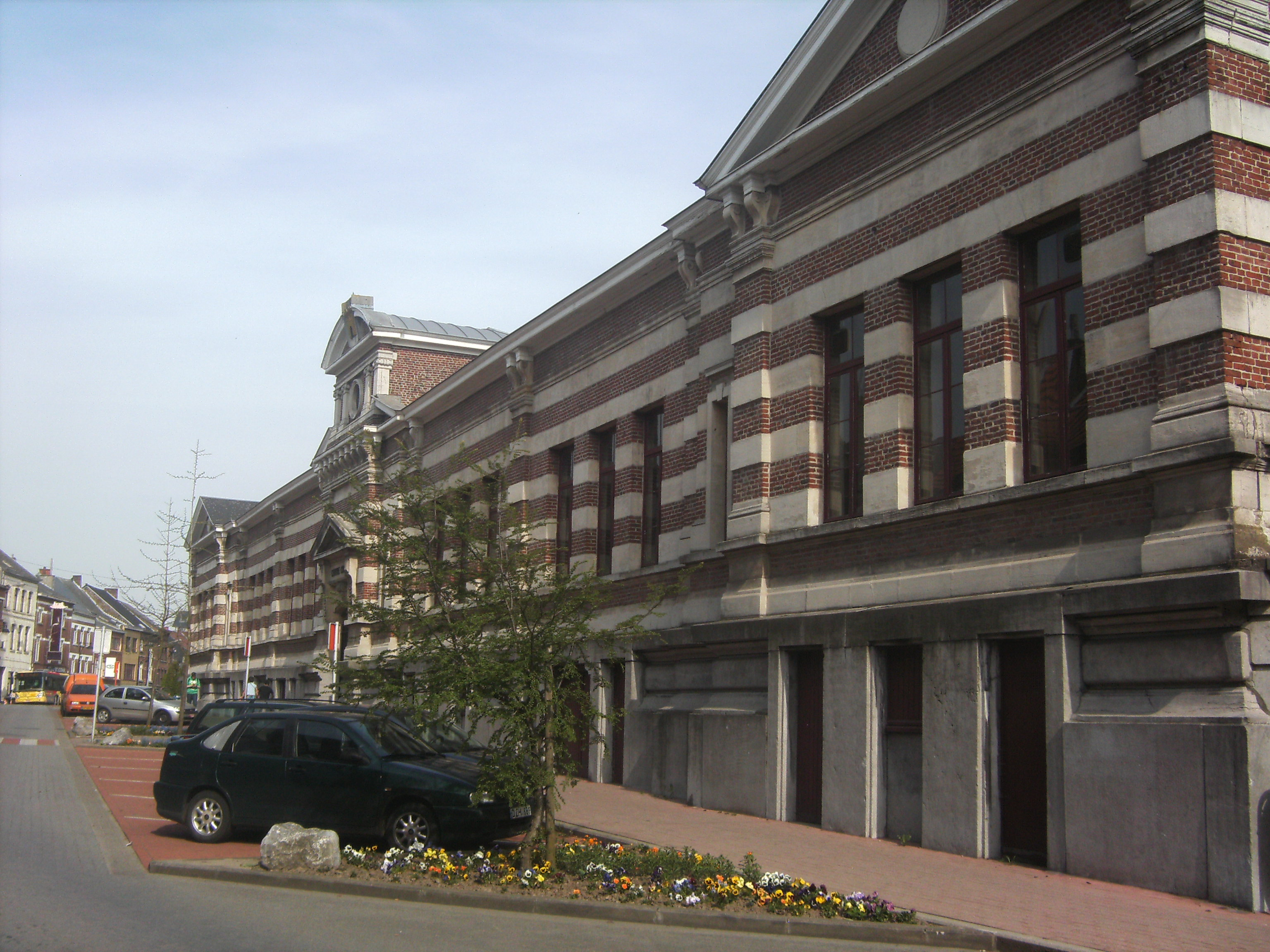
Centre civique (dernier quart du XIXe siècle[69],[71]).
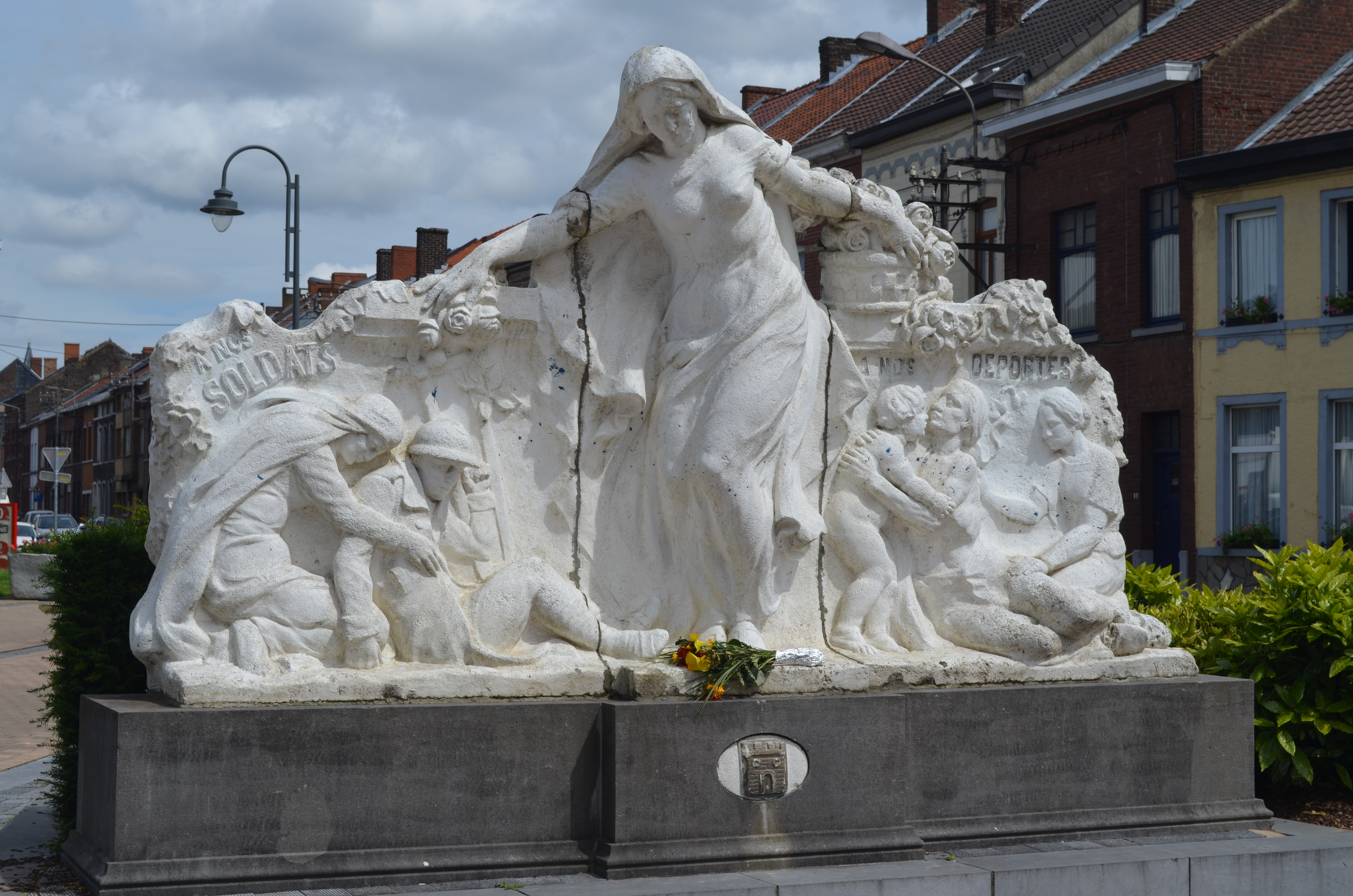
Le monument aux morts.
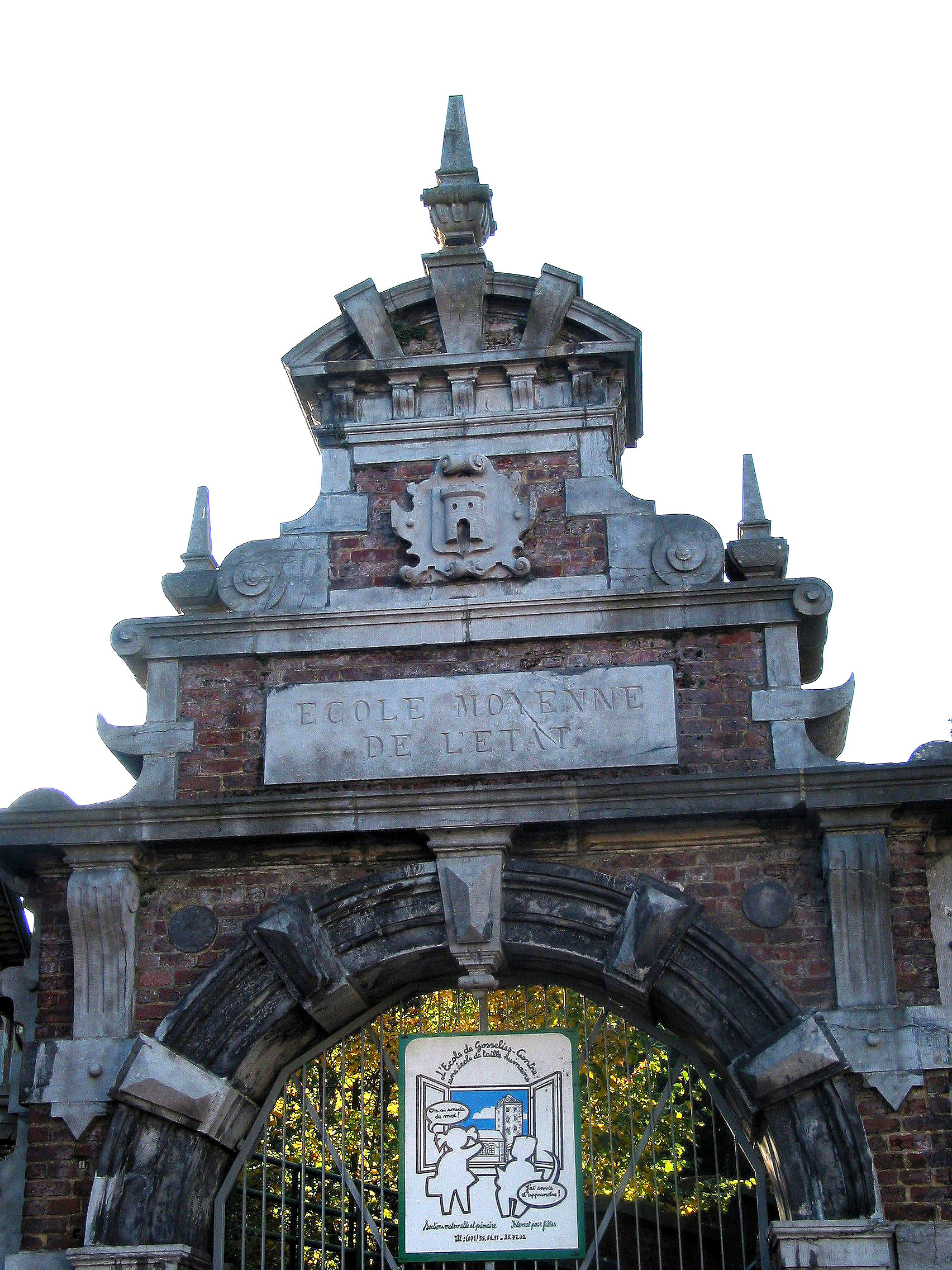
Le portail.
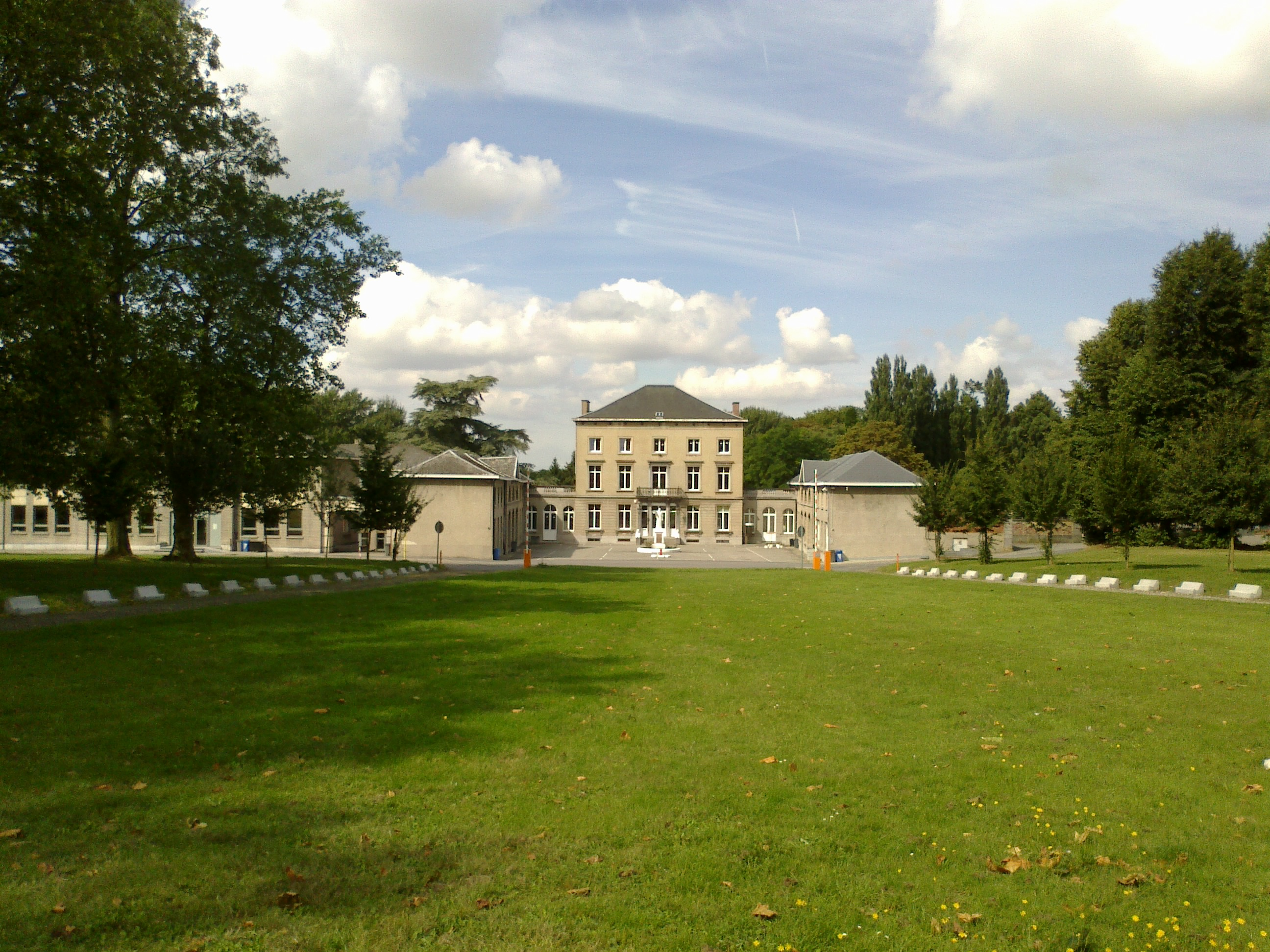
Le collège Saint-Michel (château du Chapois).
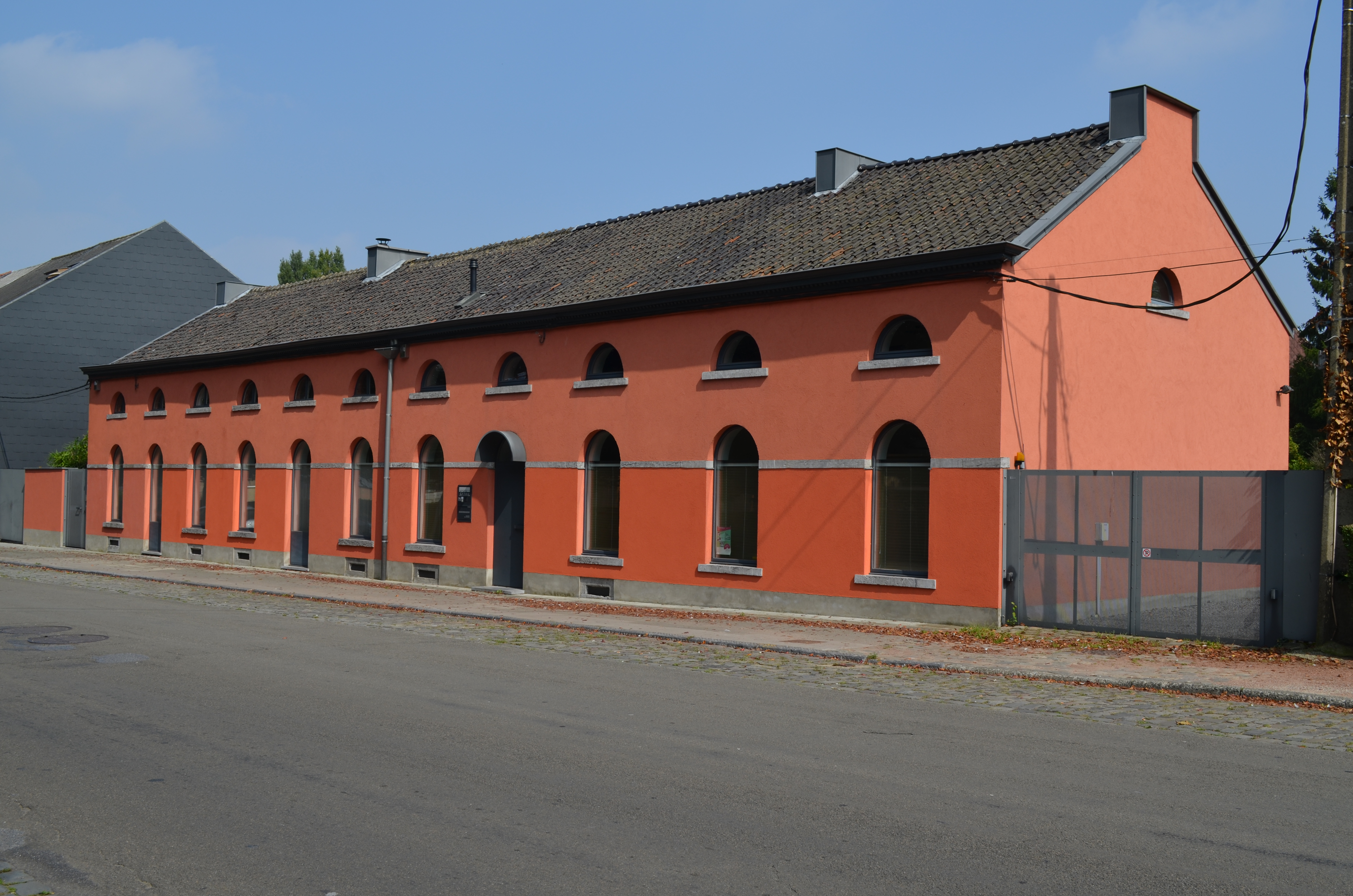
Maison du commis du Chapois.
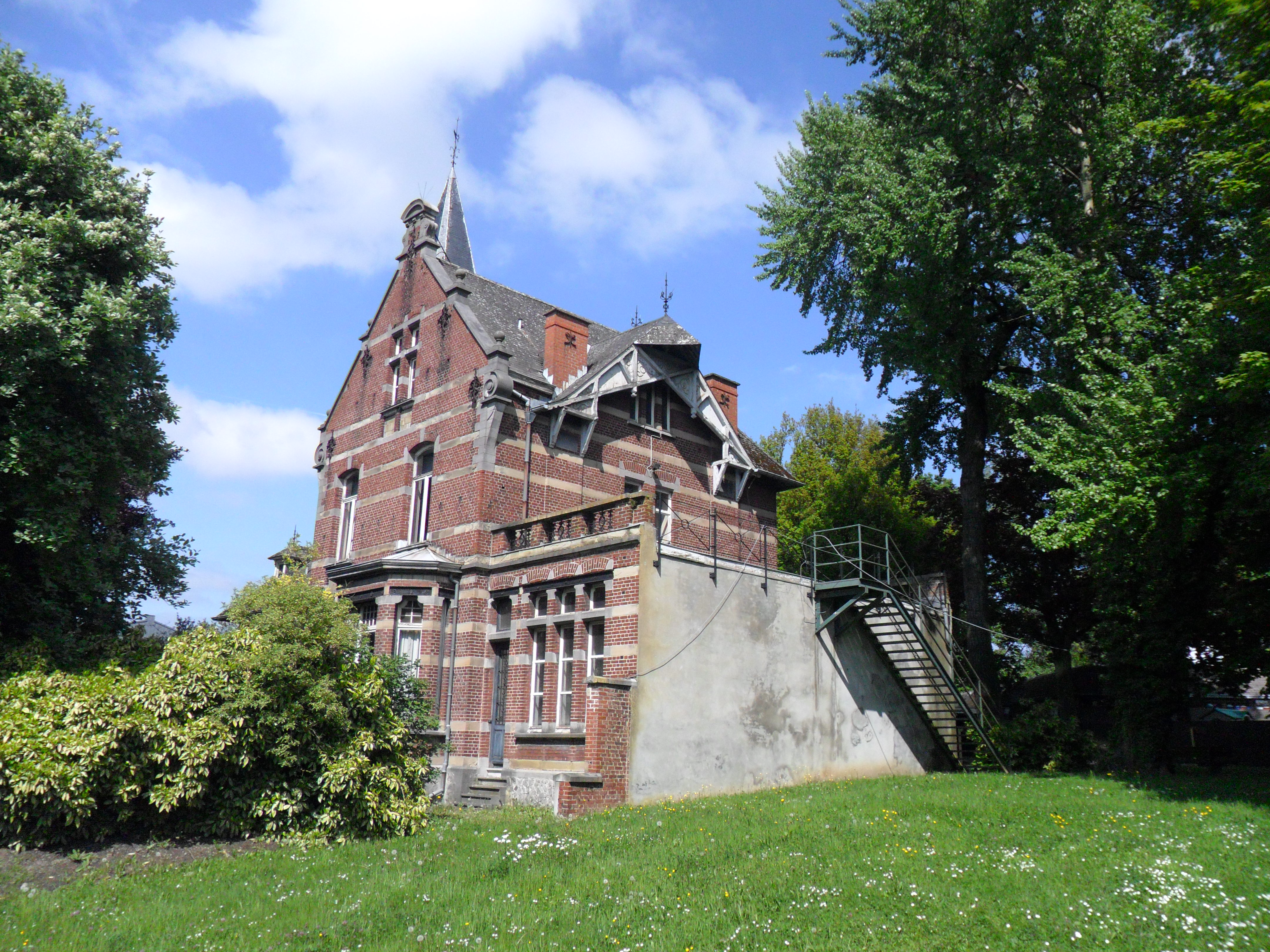
La maison Gaspar-Thibaut.

### Bâtiments disparus
- Hôtel de Ville[Note 3]. Construit de 1879 à 1884 par l'architecte Émile Tirou en style éclectique. L'hôtel de ville ébranlé par les dégâts miniers a dû être démoli dans les années 70.
- Hospice Theys. Hospice fondé par Monsieur Louis Theys, avocat à Gosselies, décédé en février 1856. Il fut repris par la C. P. A. S. de Gosselies et subsiste actuellement dans des bâtiments très modernes[Note 4]. L'ancien bâtiment fut construit en 1868 et démoli au début des années 70, le nouveau a été inauguré en 1972.

### Statue
- Statue du "Tchot", place des Martyrs.

### Culture et folklore

#### Centre culturel
Centre culturel de Gosselies, rue de la Cabuterre.

#### Bibliothèque
Bibliothèque, avenue d'Azebois.

#### Folklore

##### Tour Saint-Jean
Tour Saint-Jean, célébré le dimanche le plus proche du 24 juin, date à laquelle le saint patron de Gosselies est honoré, le Tour Saint-Jean à Gosselies est une tradition profondément enracinée dans la région. Cette procession trouve ses origines dans les pratiques anciennes. En 1560, les habitants de Gosselies ont décidé d’organiser une procession pour demander la protection de leur saint patron, saint Jean-Baptiste, face à une épidémie. Chaque année, le Tour Saint-Jean rassemble de nombreux Gosseliens et leurs amis des environs. La procession se déroule le dimanche le plus proche de la fête de saint Jean (le 24 juin). Les pèlerins suivent la statue de saint Jean-Baptiste en procession, avec des arrêts à divers endroits avant d'atteindre la Chapelle Saint-Jean, où une messe en plein air est célébrée. Ensuite, ils retournent en ville, accompagnés par les autorités locales, la Fraternité gosselienne, le 112e Régiment de ligne d’Empire et les petites bergères. La journée s'achève par une grand-messe solennelle à l'église de Gosselies, suivie d'une fête populaire rassemblant tous les habitants,.

##### Tour de la Madeleine
La localité est traversée par le Tour de la Madeleine, procession qui se déroule le dimanche proche du 22 juillet.

## Lieux publics

### Parc
Parc de Gosselies, rue du Spinois et rue Saint-Roch.

### Cimetière
Cimetière de Gosselies, chaussée de Fleurus.

## Enseignement

### Réseau communal
École communale Les Mimosas, CECS Gosselies, académie de musique de Gosselies.

### Autres écoles
Athénée royal Les Marlaires, école fondamentale maternelle et primaire des Sœurs de la Providence, la Haute Ecole de Louvain en Hainaut, Institut Sainte-Anne, Institut Saint-Joseph, Institut la Providence Humanités, école libre Le Verseau, Institut Jean Herbet, collège Saint-Michel, collège des Étoiles.

## Économie
Gosselies est desservie par deux axes autoroutiers principaux de Belgique et européens, à savoir la E420 (Charleroi-Bruxelles) et la E42 (Mons-Liège), et accueille l'aéroport de Charleroi aussi appelé Brussels South Charleroi Airport. Un des pôles technologiques principaux de l'agglomération de Charleroi, appelé logiquement Aéropôle, est situé à proximité immédiate de ce dernier. Ce pôle technologique présente un vivier florissant d'entreprises biotechnologiques à dimensions internationales, le Biopark. L'Université libre de Bruxelles ainsi que l'Université de Mons y sont aussi présentes par le biais d'instituts de recherche et de formation. Il y a aussi le siège de la Sonaca, entreprise aérospatiale.

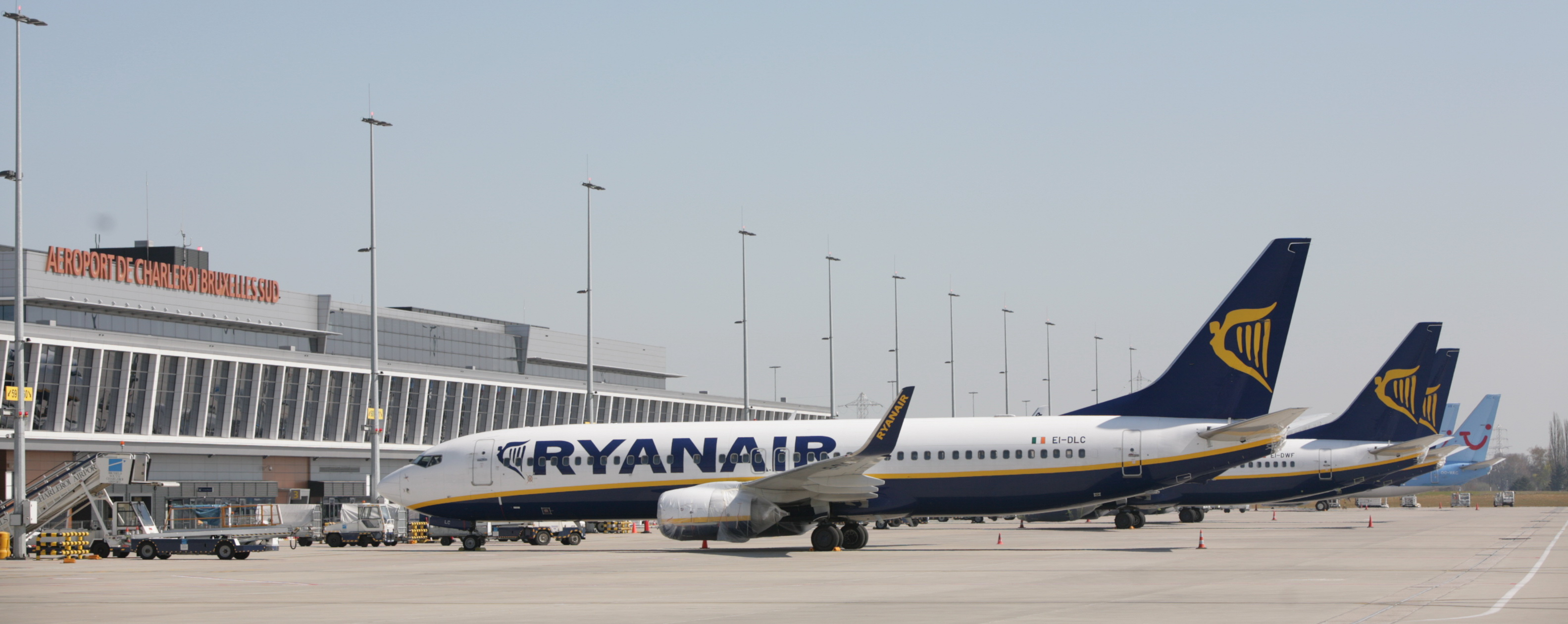
L'aéroport de Charleroi, sur le territoire de Gosselies.
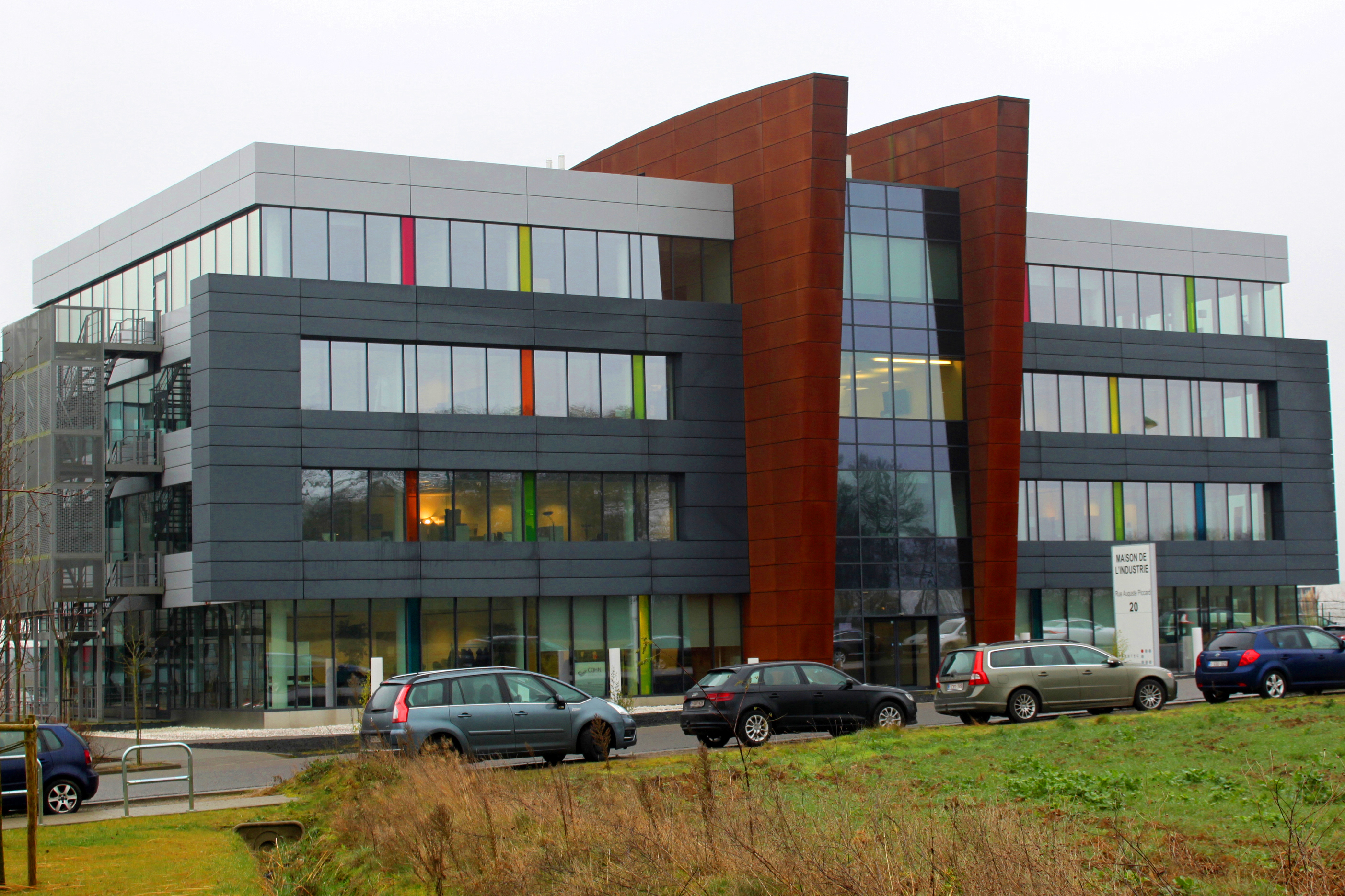
Siège Social TechnoCampus à l'Aéropôle.

### Santé
Le siège du Réseau Hospitalier Charleroi Métropole est implanté sur le site de la Clinique Notre-Dame de Grâce Gosselies.

#### Clinique
Clinique Notre-Dame de Grâce Gosselies, chaussée de Nivelles 212 et avenue d'Azebois.

#### Maison de repos
Séniorie du Grand Conty, rue de Courcelles, maison de repos et de soins « L'Adret », rue de l'Observatoire, Foyer Marie-Martine, rue du Calvaire, Résidence Louis Theys, faubourg de Charleroi (faisant partie du CPAS de Charleroi), Virvolti ASBL Fond de Saint-Jean, rue de la Madeleine.

### Transports

#### Bus

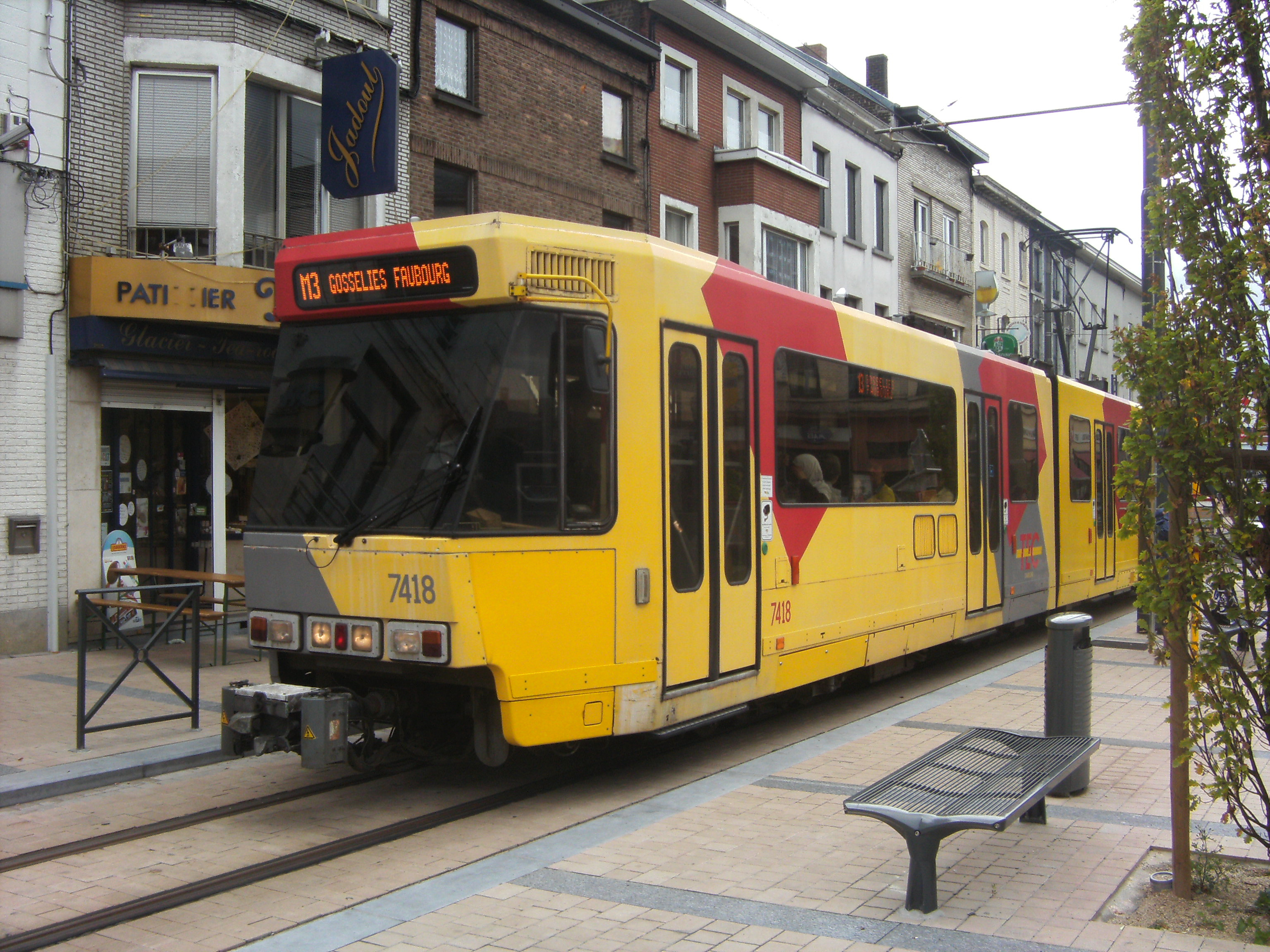
Métro à la place du Calvaire.

| Ligne N° | Terminus                                                            | Jours de service           | Remarques |
| -------- | ------------------------------------------------------------------- | -------------------------- | --- |
| 29       | Gosselies Athénée-Châtelineau Sncb                                  | Lu, Ma, Me, Je, Ve         | La ligne 29 de bus (Gosselies Athénée-Châtelineau Sncb) a 42 arrêts au départ de Gosselies Athénée et se termine à Châtelineau Sncb.                                                                   |
| 41       | Courcelles Place Des Trieux-Charleroi Palais                        | Lu, Ma, Me, Je, Ve         | La ligne 41 de bus (Courcelles Place Des Trieux-Charleroi Palais) a 33 arrêts au départ de Courcelles Place Des Trieux et se termine à Charleroi Palais.                                               |
| 64       | Frasnes-Lez-Gosselies Place Communale-Jumet Madeleine               | Lu, Ma, Je, Ve             | La ligne 64 de bus (Frasnes-Lez-Gosselies Place Communale-Jumet Madeleine) a 65 arrêts au départ de Frasnes-Lez-Gosselies Place Communale et se termine à Jumet Madeleine.                             |
| 68       | Charleroi Gare Centrale - Quai 18-Charleroi Gare Centrale - Quai 05 | Lu, Ma, Me, Je, Ve, Sa     | La ligne 68 de bus (Charleroi Gare Centrale - Quai 18-Charleroi Gare Centrale - Quai 05) a 28 arrêts au départ de Charleroi Gare Centrale - Quai 18 et se termine à Charleroi Gare Centrale - Quai 05. |
| 86       | Gosselies Athénée-Charleroi Gare Centrale - Quai 05                 | Lu, Ma, Me, Je, Ve, Sa, Di | La ligne 86 de bus (Gosselies Athénée-Charleroi Gare Centrale - Quai 05) a 28 arrêts au départ de Gosselies Athénée et se termine à Charleroi Gare Centrale - Quai 05.                                 |
| 163      | Gosselies Athénée-Fleurus Champs Elysées                            | Lu, Ma, Me, Je, Ve         | La ligne 163 de bus (Gosselies Athénée-Fleurus Champs Elysées) a 41 arrêts au départ de Gosselies Athénée et se termine à Fleurus Champs Elysées.                                                      |

#### Métro
| Ligne n°                                           | Jours de service            | Remarques |
| -------------------------------------------------- | --------------------------- | --- |
| Gare Centrale - Gosselies Fbg de Bruxelles (Métro) | Lu, Ma, Me, Je, Ve, Sa, Di, | La ligne M3 de tram (Gosselies Faubourg De Bruxelles (M)-Charleroi Gare Centrale - Quai 2 (M)) a 23 stations au départ de Gosselies Faubourg De Bruxelles (M) et se termine à Charleroi Gare Centrale - Quai 2 (M). |

## Sport et vie associative

### Sports

#### Clubs
Football : Royal Gosselies Sports. Tennis : Tennis Club Gosselies.

#### Infrastructures
Stade Bardet, piscine de Gosselies Aqua 2000 (fermée définitivement).

## Personnalités
- Émile Tirou (Gosselies 1841 Saint-Gilles 1900)[92], architecte. Il a notamment construit l'hôtel de ville de Ransart (1885) et l'agrandissement de l'église Saint-Jean-Baptiste de Gosselies en 1875.
- L'ingénieur belge Junius Massau, né à Gosselies le 9 avril 1852, mort à Gand le 10 février 1909[93].
- Dom Ursmer Berlière (Joseph Berlière), né à Gosselies le 3 septembre 1861 et mort le 27 août 1932, à l'abbaye de Maredsous (Belgique) est un moine bénédictin, théologien et historien ecclésiastique de renom.
- Émile Mousty (1873-1936) : bourgmestre et sénateur né à Gosselies.
- René Revelard (1880-1965), peintre belge né à Gosselies.
- Franz Michaux (Gosselies, 1912-1994), écrivain de langue française et de langue wallonne, dont les pièces de théâtre en wallon furent écrites et représentées en captivité dans les camps allemands, et considéré comme le dramaturge hennuyer en langue dialectale le plus important durant la Seconde Guerre mondiale[94],[95].Ida Pascolo (1924-2012).

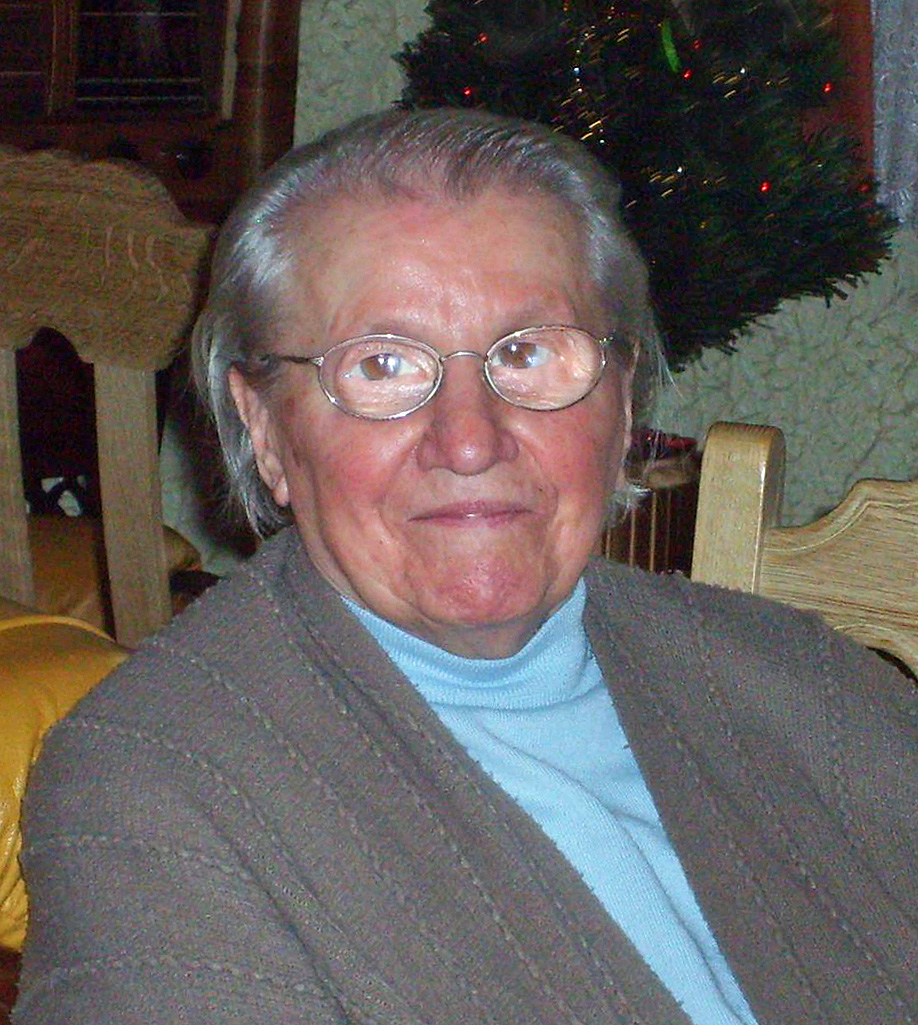
Ida Pascolo (1924-2012).

- Ida Pascolo (née Filippig), matricule no 88542, ainsi que sa sœur Augusta, survivantes des camps de la mort. Arrêtées en février 1944 pour faits de résistance et raison politique en Italie (elles cachèrent notamment Arturo Siega (1924-1987)[96],[97], commandant d'une section de résistants), déportées d'abord à Trieste puis à Buchenwald, puis près d'une année à Auschwitz, elles ont pu s'évader toutes deux des marches de la mort d'Auschwitz en 1945. Ida Pascolo est née à Cornappo (commune de Taipana en Italie) le 4 décembre 1924. Elle est décédée à Gosselies le 15 septembre 2012. Elle repose depuis le 24 septembre 2012 à Monteaperta (Italie) auprès de sa sœur Augusta. Augusta (née Filippig) est née le 14 mars 1913 et est décédée le 30 mai 1997[Note 5].
- Le chanteur/auteur/compositeur Philippe Lafontaine y est né.
- Le coach de basketball Daniel Goethals le 21 octobre 1969.
- Jean-Philippe Mayence, né à Gosselies en 1961. Avocat pénaliste au barreau de Charleroi.